# Hócipős nyúl

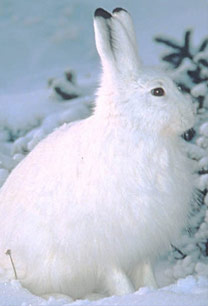
Téli bundában

A hócipős nyúl (Lepus americanus) az emlősök (Mammalia) osztályának nyúlalakúak (Lagomorpha) rendjébe, ezen belül a nyúlfélék (Leporidae) családjába tartozó faj.

## Előfordulása
Az észak-amerikai nyúlfélék közül a hócipős nyúl elterjedési területe a legnagyobb. Alaszka és Kanada északi erdőhatárától délre az Amerikai Egyesült Államok néhány hegyvonulatáig, az Allegheny-hegységig, a Cascade-hegységig és a Sziklás-hegységig húzódik. Előfordulási élőhelyén nagyon gyakori faj.

## Alfajai
- Lepus americanus americanus
- Lepus americanus bairdii
- Lepus americanus cascadensis
- Lepus americanus dalli
- Lepus americanus struthopus
- Lepus americanus virginianus

## Megjelenése
A nyúl hossza 36-52 centiméter, testtömege 900-1800 gramm. A hócipős nyúl szőrzete háromrétegű. Közvetlenül a teste fölött vastag szürke gyapjas szőr nő, majd egy vékony réteg hosszabb szőrzet következik, a legfelső pedig hosszú felszőr. Ez a felszőr határozza meg a bunda színének évszaktól függő fokozatos változását. A nyári szőrzet akkor kezd kialakulni, amikor elolvad a hó. A fehér bundát hosszú, sötét szőr váltja fel, a nyúl ismét szürkésbarna lesz. A téli szőrzet teljesen fehér, ez biztosítja a kitűnő álcázást a hóban. A fehér szőr növekedése során a barna kihullik.

## Életmódja
A hócipős nyúl társas lény, alkonyatkor és éjszaka aktív. Tápláléka fűfélék, lágy szárú növények, rügyek, hajtások, fakéreg és gallyak. Télen a fagyott fajtársait is megeszi. Az állat 4-5 évig él.

## Szaporodása
Az ivarérettséget egyéves korban éri el. A párzási időszak május–augusztus között van. Évente 2-4 almot ellik a nőstény. A vemhességi idő 36 napig tart, ennek végén 2-6, többnyire 4 utód születik. Születésükkor szőrösek és nagyon fejlettek. Tíz nap elteltével a kölykök már önállóan keresnek táplálékot.